# تپه سینه پید
تپه سینه پید مربوط به سده‌های متاخر دوران‌های تاریخی پس از اسلام است و در شهرستان نهاوند، بخش گیان، دهستان گیان، ۷۰۰ متری جنوب روستای سرخلیجه واقع شده و این اثر در تاریخ ۲۵ آبان ۱۳۸۷ با شمارهٔ ثبت ۲۳۶۷۳ به‌عنوان یکی از آثار ملی ایران به ثبت رسیده است.